# Збигњев Брежински
Збигњев Казимјеж Брежински (пољ. Zbigniew Kazimierz Brzeziński; Варшава, 28. март 1928 − Фолс Черч, 26. мај 2017) био је пољско-амерички политиколог, геостратег и саветник. Брежински је био саветник председника Линдона Џонсона од 1966. до 1968. и саветник за националну безбедност председника Џимија Картера од 1977. до 1981. године.
Главни спољнополитички догађаји током његовог мандата су нормализација односа са Народном Републиком Кином (и прекинуте везе са Републике Кине на Тајвану); потписивање Споразума о ограничавању стратешког наоружања (SALT II); споразум из Кемп Дејвида; транзиција Ирана од савезника Сједињених Америчких Држава у антизападну Исламску Републику; охрабривање дисидената из источне Европе и увећање питања људских права са циљем смањивања утицаја Совјетског Савеза; наоружавање муџахедина као одговор на совјетску инвазију на Авганистан, као и потписивање Споразума Торихос-Картер којим се враћа контрола над Панамским каналом после 1999. године.
Био је професор на Универзитету Џонс Хопкинс и члан различитих одбора и конзила. Појављује се често на телевизији као експерт за спољнополитичка питања. Његов син, Марк Брежински, био је амбасадор Сједињених Држава у Шведској од 2011. до 2015. године.

## Дела

### Одабрана значајна дела
- The Permanent Purge: Politics in Soviet Totalitarianism. Harvard University Press, 1956.
- Brzezinski, Zbigniew (1967). Soviet Bloc: Unity and Conflict. Harvard University Press. ISBN 978-0674825451.. Harvard University Press.
- Brzezinski, Zbigniew K.; Brzezinski, Zbigniew (1970). Between Two Ages: America's Role in the Technetronic Era (PDF). New York. ISBN 978-0313234989.. Viking Press.
- Brzezinski, Zbigniew (1983). Power and Principle: Memoirs of the National Security Adviser, 1977–1981. New York: Farrar, Straus, Giroux. ISBN 978-0374236632.
- . Brzezinski, Zbigniew (1986). Game Plan: A Geostrategic Framework for the Conduct of the U.S.-Soviet Contest. oston: Atlantic Monthly Press. ISBN 978-0871130846.
- Brzezinski, Zbigniew (1990). Grand Failure: The Birth and Death of Communism in the Twentieth Century. New York: Collier Books. ISBN 978-0020307303.. Collier Books.
- Brzezinski, Zbigniew (1993). Out of Control: Global Turmoil on the Eve of the 21st Century. New York: Touchstone. ISBN 978-0684826363.. Collier Books.
- Brzezinski, Zbigniew (1997). The Grand Chessboard: American Primacy and Its Geostrategic Imperatives. New York: Basic Books. ISBN 0465027253.
Subsequently, translated and published in nineteen languages.
- Brzezinski, Zbigniew (2004). The Choice: Global Domination or Global Leadership. New York: Basic Books. ISBN 978-0465008001.. Basic Books.
- Brzezinski, Zbigniew (2007). Second Chance: Three Presidents and the Crisis of American Superpower. New York: Basic Books. ISBN 978-0465002528.
- Brzezinski, Zbigniew; Ignatius, David (2008). America and the World: Conversations on the Future of American Foreign Policy. New York: Basic Books. ISBN 978-0465015016.. Basic Books.
- Brzezinski, Zbigniew (2012). Strategic Vision: America and the Crisis of Global Power. New York: Basic Books. ISBN 978-0465029549.. Basic Books.

### Друге књиге и монографије
- Russo-Soviet Nationalism (thesis). Montreal, Quebec: McGill University (1950).
- Political Control in the Soviet Army: A Study on Reports by Former Soviet Officers. New York.. Research Program on the U.S.S.R. (1954).
- Totalitarian Dictatorship and Autocracy, коаутор са Carl J. Friedrich. Cambridge: Harvard University Press (1956).
- Ideology and Power in Soviet Politics. New York: New York, Praeger. 1962.. Praeger (1962).
- Brzezinski, Zbigniew; Huntington, Samuel P. (1969). Political Power: USA/USSR. New York: Viking Press. ISBN 0670563188.. коаутор са Samuel Huntington. . Viking Press (Април 1963).
- Alternative to Partition: For a Broader Conception of America's Role in Europe. New York: New York, McGraw-Hill. 1965.. Atlantic Policy Studies, . McGraw-Hill (1965).
- International Politics in the Technetronic Era. Volume 1 of Research Papers series, Tokyo Jōchi Daigaku Institute of International Relations. Sofia University Press (1971). 34 p.
- Brzezinski, Zbigniew (1972). The Fragile Blossom: Crisis and Change in Japan. New York: Harper and Row. ISBN 0060104686.. Harper and Row.
- коаутор са P. Edward Haley. Rowman & Littlefield (Септембар 1988). Brzezinski, Zbigniew (1988). American Security in an Interdependent World. University Press of America. ISBN 0819170844.
- коаутор са Marin Strmecki. Boulder, CO: Westview Press (Септембар 1988). Brzezinski, Zbigniew (26. 9. 1988). In Quest of National Security. Avalon. ISBN 0813305756.
- Irvington Publishers (Август 1993). Brzezinski, Zbigniew (август 1993). The Soviet Political System: Transformation or Degeneration. Irvington Publishers. ISBN 0829035729.
- Zbigniew Brzeziński, Bibliografia i Rysunki [Zbigniew Brzezinski, Bibliography and Drawings]. Łódź: Correspondance des arts (1993).
- коаутор са Paige Sullivan. Armonk: M. E. Sharpe. Russia and the Commonwealth of Independent States: Documents, Data, and Analysis. 1996. ISBN 1563246376.
- The Geostrategic Triad: Living коаутор са China, Europe, and Russia. 2001. ISBN 089206384X.. Center for Strategic & International Studies (Децембар 2000).

### Доприноси
- Mousavizadeh, Nader (1996). „After Srebrenica”. The Black Book of Bosnia: The Consequences of Appeasement. Basic Books. стр. 152. ISBN 978-0-465-09835-4. Проверите вредност парамет(а)ра за датум: |year= / |date= mismatch (помоћ). In: . аутора и уредника The New Republic. Уредник Nader Mousavizadeh. Аутор поговора Leon Wieseltier. Mousavizadeh, Nader (1996). стр. 153-157. New York: Basic Books. ISBN 978-0-465-09835-4.. BasicBooks , .

### Одабрани чланци и есеји
- Brzezinski, Zbigniew; Griffith, William E. (1961). „Peaceful Engagement in Eastern Europe”. Foreign Affairs. 39 (4): 642—654. JSTOR 20029518. doi:10.2307/20029518.
- Brzezinski, Zbigniew; Huntington, Samuel P. (1963). „Cincinnatus and the Apparatchik”. World Politics. 16 (1): 52—78. JSTOR 2009251. S2CID 156910720. doi:10.2307/2009251.
- „The Implications of Change for United States Foreign Policy.”. The Department of State Bulletin. 1967.. Department of State Bulletin, том LVII (57), број 1462 [8255] (Јул 3, 1967), .
- Brzezinski, Zbigniew (1973). „U.S. Foreign Policy: The Search for Focus”. Foreign Affairs. 51 (4): 708—727. JSTOR 20038014. doi:10.2307/20038014.
- „A Geostrategy for Eurasia.”. Foreign Affairs. 76 (5): 50—64.   (Септембар/Октобар 1997), стр. 50–64.
- "Russia Would Gain by Losing Chechnya." Њујорк Times (Новембар 1999), p. A35.
- „Balancing the East, Upgrading the West; U.S. Grand Strategy in an Age of Upheaval.”. Foreign Affairs. 91 (1): 97—104.   (Јануар/Фебруар 2012), стр. 97–104.
- "Toward a Global Realignment." „Toward a Global Realignment”. American Interest. 11 (6). (Јул/Август 2016). Full issue.

### Извештаји
- Democracy Must Work: A Trilateral Agenda for the Decade. 1984. ISBN 0814761615.. коаутор са David Owen, Michael Stewart, Carol Hansen, and Saburo Okita. Trilateral Commission (Јун 1984).
- Brzezinski, Zbigniew; Scowcroft, Brent; Murphy, Richard William (1997). Differentiated Containment: U.S. Policy Toward Iran and Iraq. Council on Foreign Relations. ISBN 0876092024.. коаутор са Brent Scowcroft and Richard W. Murphy. Council on Foreign Relations Press (Јул 1997).
- коаутор са Anthony Lake, F. Gregory, and III Gause. Council on Foreign Relations Press (Децембар 2001). Lake, Anthony (2002). The United States and the Persian Gulf. Council on Foreign Relations Press. ISBN 0876092911.
- коаутор са Robert M. Gates. Council on Foreign Relations Press (Фебруар 2003). Brzezinski, Zbigniew; Gates, Robert Michael (2004). Iran: Time for a New Approach. Council on Foreign Relations. ISBN 0876093454.